# Суни
Су̀ни (на италиански: Suni; на сардински: Sune, Суне) е село и община в Южна Италия, провинция Ористано, автономен регион и остров Сардиния. Разположено е на 340 m надморска височина. Населението на общината е 1131 души (към 2010 г.).
До 2004 г. общината е част от провинция Нуоро.